# Dauerwelle

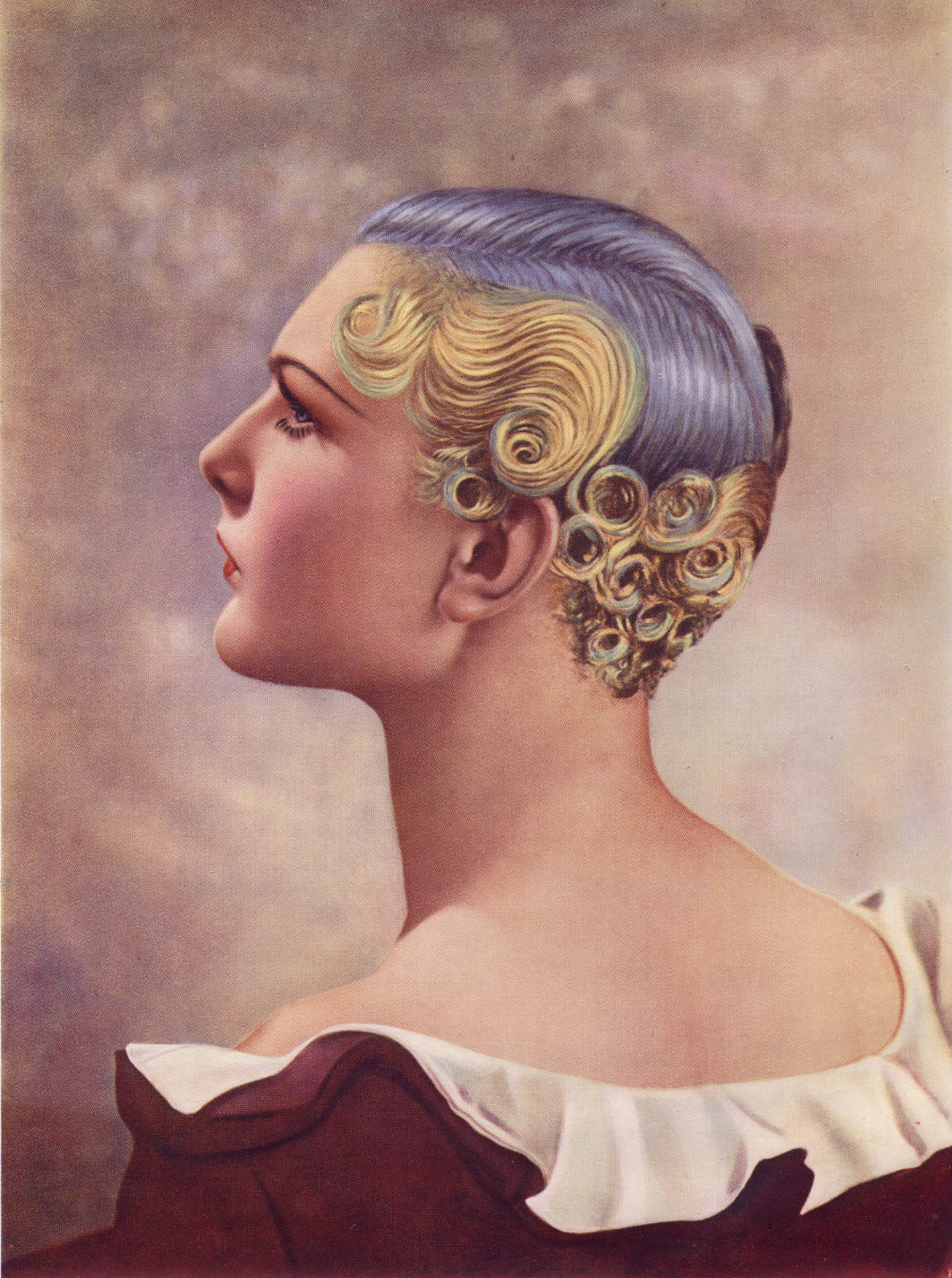
Durch eine Dauerwelle modellierte Frisur

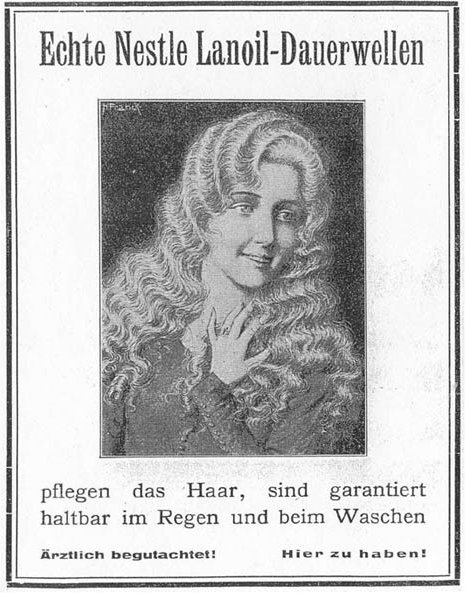
Historische Werbung für Dauerwellen

Der Begriff Dauerwelle (Abkürzung: DW) bezeichnet den chemischen Umformungsprozess, bei dem glatte Haare gewellt oder gelockt werden. Umgangssprachlich wird auch eine Frisur mit dauergewelltem Haar einfach als Dauerwelle bezeichnet. Eine Dauerwelle kann professionell von einem Friseur im Salon gearbeitet werden, es gibt aber auch Produkte zur Anwendung zu Hause.
Die Haarverformung erfolgt durch eine chemische Reaktion am Haarkeratin. Dabei werden die Cystinbindungen im Haarkeratin, die für die mechanische Festigkeit verantwortlich sind, durch Reduktion mit Thioglykolsäure aufgebrochen. Das erweichte Haar kann nun mittels Lockenwickler in die gewünschte Form gebracht werden. Durch Oxidation mit Wasserstoffperoxid können die Disulfidbindungen, die für die Stabilität sorgen, aus den reduzierten Sulfhydrylgruppen wiederhergestellt werden. Das Haar bleibt nun in der vorgegebenen Form.

## Geschichte
Um 1872 erfand der Franzose Marcel Grateau das Ondulieren mit einem (schon vorher anders benutzten) Welleisen (siehe dazu auch Frisiertechniken#Ondulation).
1906 erfand Karl Ludwig Nessler die erste Dauerondulation (Heisswelle) mittels chemischer und thermischer Behandlung, die Dauerwelle, die 1910 patentiert wurde. Bei ihr wurden mit Borax getränkte Haarsträhnen auf Spiralwicklern vertikal aufgedreht und mittels einer Zange einzeln erhitzt. Am 8. Oktober 1906 wurde in London die erste elektrisch betriebene Dauerwellenapparatur vorgestellt.

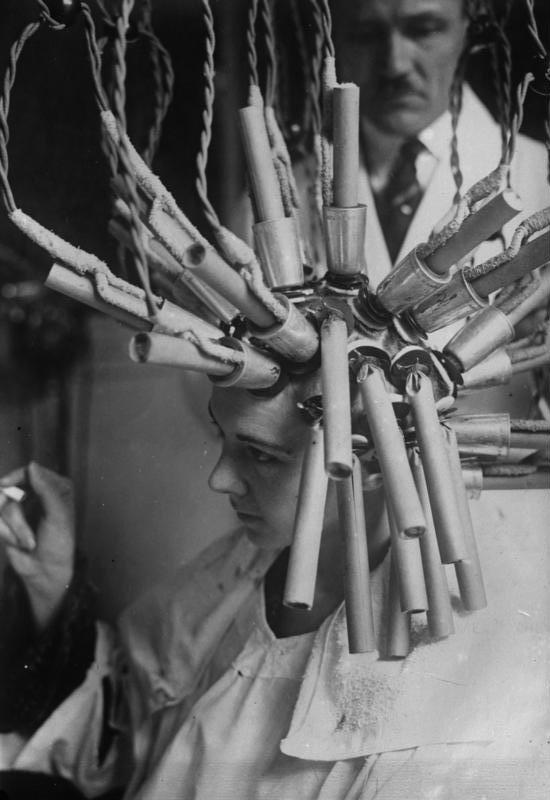
Dauerwellen-Apparat 1929

1924 entwickelte Josef Mayer (1881–1952) in Karlsbad die sogenannte Flachwicklung. Die erste chemisch erzeugte Dauerwelle wurde von Clark und Speakman im Jahr 1932 eingeführt.
Mit Sulfit wurden die Disulfidbrücken der Haare gespalten, so dass es verformbar wurde. Anschließend erfolgte eine Wärmebehandlung zur Formgebung, wobei erneut Disulfidbrücken gebildet werden.
Im Jahr 1940 wurde die Thioglykolsäure zur Reduktion der Disulfidbindungen im Haarkeratin entdeckt. Seit 1947 ist die Kalt-Dauerwelle bzw. Kaltwelle üblich, bei der das Keratin des Haares nur chemisch erweicht und neu geformt wird. In den 1970er Jahren war der Afro-Look mit extrem kleinen krausen Locken populär, das Haar wurde nicht geföhnt, sondern an der Luft getrocknet. In den 1990er Jahren wurde Dauerwelle zur Unterstützung der Fönfrisuren genutzt. Ein kurzes Hoch erlebte die luftgetrocknete Dauerwelle mit groben Locken bei langen Haaren Anfang der 2000er Jahre. Zurzeit ist die Dauerwelle wieder zur Unterstützung einer Fönfrisur oder im langen Haar gefragt, allerdings bei weitem nicht mehr so verbreitet wie noch in den 70er und 80er Jahren.

## Kurzzeitige Formveränderung (saure Dauerwelle: pH-Wert 6 bis 6,9)
Durch das Einwirken von Wasser werden die Wasserstoffbrückenbindungen des Haarkeratins gelöst. Das Haar wird dadurch dehn- und formbarer. Bei „Fönfrisuren“ bringt man das feuchte Haar zunächst in die gewünschte Form und lässt dann das Wasser verdunsten. Die Haltbarkeit von Fönfrisuren ist jedoch gering. Durch Haarfestiger oder Haarlacke kann die Haltbarkeit leicht gesteigert werden.

## Dauerhafte Formveränderung (alkalische Dauerwelle: pH-Wert 7,1 bis 9)

### Vorbereitung

#### Plan- und Schlaufenmessung
Bei der Dauerwelle wird das Ergebnis ausschlaggebend durch die Wahl der Styler bestimmt. Um diese Wahl korrekt treffen zu können, muss vor der Anwendung einer Dauerwelle eine genaue Prüfung des Haares vom Friseur vorgenommen werden. Dabei sollten mit einem Haarstärkenmessgerät eine Planmessung und eine Schlaufenmessung durchgeführt werden.
Dünnes Haar lässt sich schlechter in eine Dauerwelle bringen als dickes Haar. Das liegt daran, dass bei dickem Haar mehr umformbares Keratin zur Verfügung steht und eine höhere Saugfähigkeit und Kapillarität als bei dünnem Haar vorliegt. Durch die Kapillarwirkung kann sich das Dauerwellmittel im gesamten Haar verteilen. Durch die Saugfähigkeit wird das Haar gequollen und die Flüssigkeit in die Faserschicht geleitet.
Bei der Dauerwelle wird das Haar somit in zwei Kategorien unterteilt:
- Schwer wellbares Haar (Haarstärke unter 0,05 mm und ovales oder bandförmiges Haar)
- Normal wellbares Haar (rundes Haar mit einer Haarstärke über 0,05 mm)

Anhand der gemessenen Haarstärke und dem Haarquerschnitt lassen sich Wellflüssigkeit und Styler wählen:
- Bei schwer wellbarem Haar werden Lockenwickler verwendet, die 1–2 Nummern kleiner sind als normalerweise für das gewünschte Ergebnis benötigt. Die Wellflüssigkeit sollte extra für schwer wellbares Haar mit geschlossener Struktur sein.
- Bei normal wellbarem Haar werden direkt die Lockenwickler verwendet, die dem gewünschten Ergebnis entsprechen. Außerdem wird eine Wellflüssigkeit für normales bis leicht poröses Haar verwendet.

#### Strukturausgleich
Außerdem lässt sich vor der Durchführung der Dauerwelle bei geschädigtem Haar ein Strukturausgleich durchführen. Dabei wird eine pflegende Lösung auf das Haar aufgetragen, wodurch die geschädigten Schuppenschichten geschlossen werden. Ziel ist es, dass das Haar die Dauerwell-Lotion anschließend gleichmäßig aufnehmen kann und ein gleichmäßiges Wellergebnis erarbeitet werden kann.

### Durchführung
Zunächst wird das Haar mit einem Shampoo gewaschen und mit einer Pflegelösung behandelt. Dann werden kleine Haarpartien auf Lockenwickler (bis zu 60 Stück) gewickelt. Dauerwellen können für die komplette Frisur, nur am Ansatz des Haares oder als Teildauerwelle in Partien des Haares angewendet werden. Bei der Teildauerwelle wird Volumen am Oberkopf oder an den Wirbelpartien erzeugt.
Dabei lassen sich verschiedene Methoden unterscheiden:

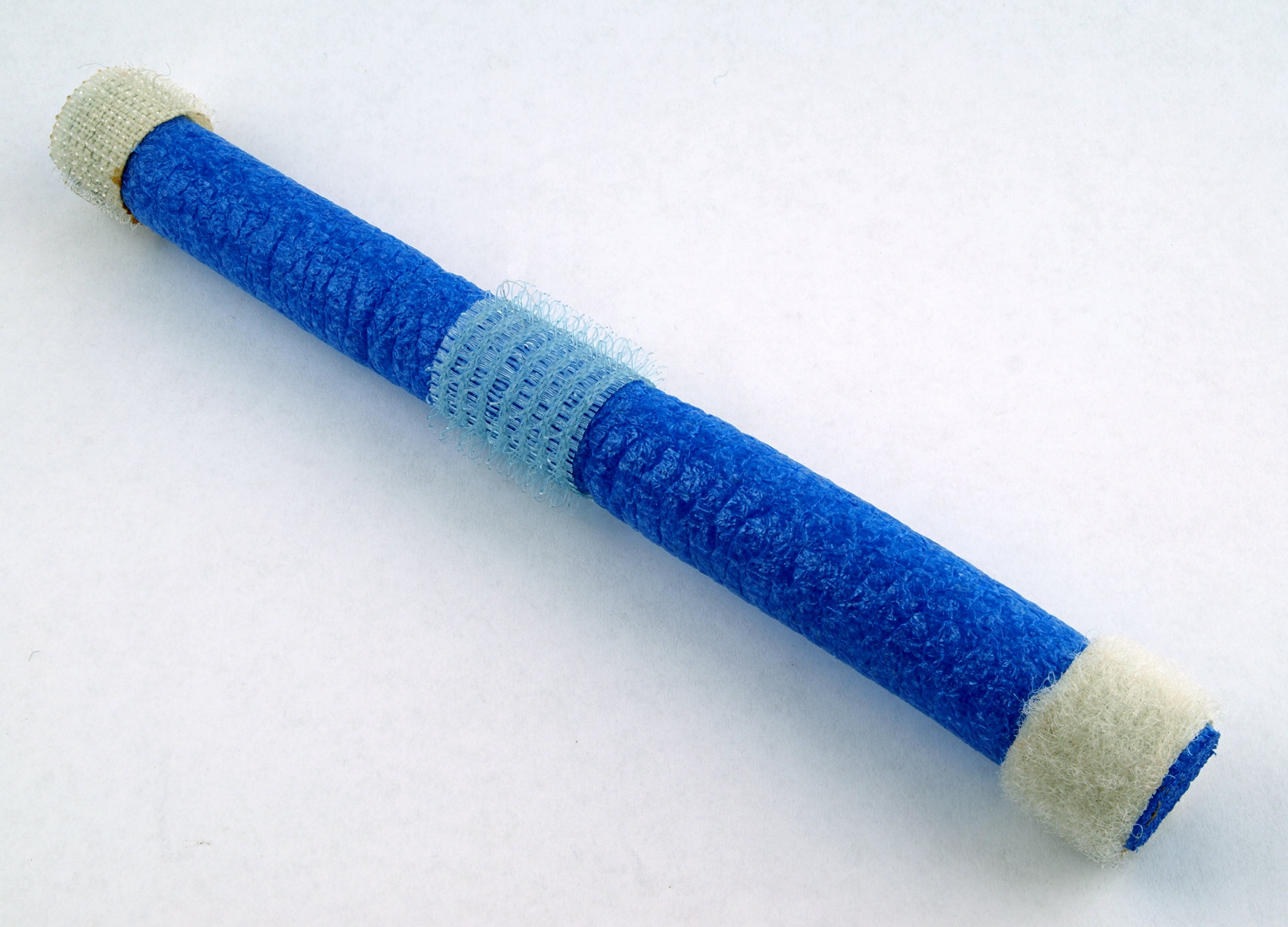
Papilloten werden bei der Papilloten-Wicklung verwendet.

- Die Papilloten-Wicklung dient der dauerhaften Umformung und führt zu einem natürlichen Lock- oder Well-Ergebnis.
- Die Meininghaus-Wickelmethode nutzt die haareigenen Formungskräfte aus. Dabei werden die Wickler vom Wirbel ausgehend in Wuchsrichtung gesetzt, um ein natürliches Ergebnis zu erzielen.
- Bei einer klassischen Technik wird vom Stirnansatz bis zum Nacken gewickelt. Die Seiten werden horizontal gesetzt. Die Anwendung erfolgt bei einer klassischen Einlegefrisur.
- Um ein natürlicheres Ergebnis zu erlangen, wird die Ziegelsteintechnik angewendet. Dabei werden die Dauerwellwickler in versetzter Form gewickelt.
- Ab einer gewissen Haarlänge lässt sich die Spiralwicklung anwenden. Dabei sollen Locken in Spiralform erzeugt werden.

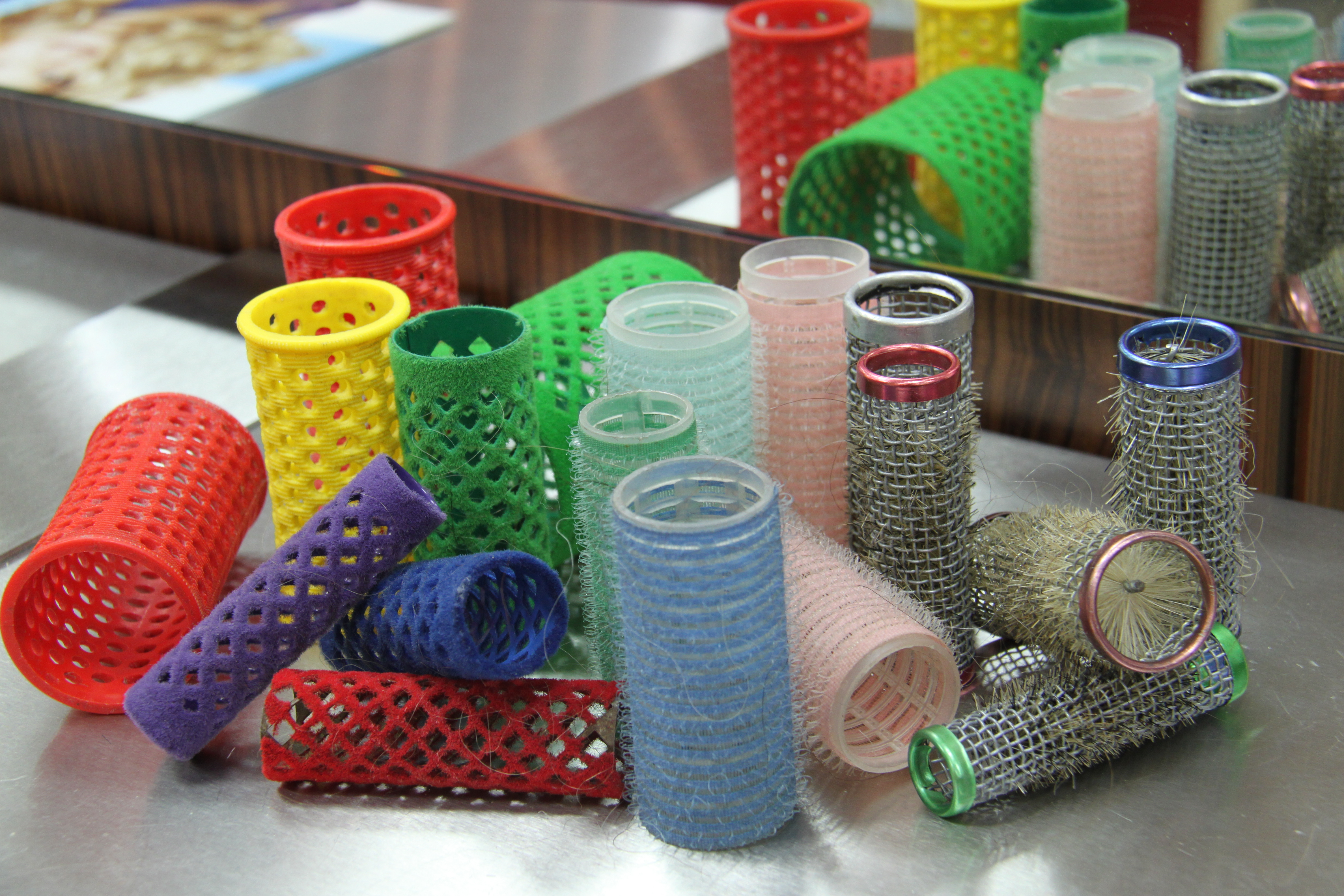
Lockenwickler in verschiedenen Größen

Durch die Wahl der Wickelstärke lässt sich die Stärke der Umformung steuern: Je kleiner der Dauerwellenwickler ist, desto kleiner ist die entstehende Wellung oder Locke.
Die Dauerwelle wird nach dem Aufwickeln der Haare in zwei Schritten durchgeführt. Für den ersten Schritt wird ein Reduktionsmittel, ein Dauerwellmittel, für den zweiten Schritt ein Oxidationsmittel, ein Fixiermittel, benötigt. Dabei wird zunächst das vollständig aufgewickelte Haar mit dem Dauerwellmittel benetzt. Mitunter ist es ratsam durch Wärmezufuhr (durch Wärmehauben) die Umwandlung zu beschleunigen. Nach 12 bis maximal 15 Minuten wird das Haar gründlich mit Wasser ausgewaschen und das Oxidationsmittel aufgetragen.
Wichtig ist, dass das Dauerwellmittel nicht zu lange einwirkt. Bei zu langer Einwirkzeit werden zu viele Doppelschwefelbrücken geöffnet (Siehe Chemischer Hintergrund) und das Haar hat keine Spannkraft mehr. Auch die anschließende Fixierung mit dem Oxidationsmittel kann nach zu langer Einwirkzeit nicht mehr alle Doppelschwefelbrücken neu festigen. Dadurch ist das Dauerwellergebnis schlapp.
Außerdem sollte immer das Oxidationsmittel verwendet werden, das zum Dauerwellmittel angeboten wird. Das alkalische Dauerwellmittel muss mit der richtigen Dosierung von Säure neutralisiert werden. Bei einer nicht auf das Dauerwellmittel abgestimmten Fixierung können sich Salze im Haar bilden, die Strukturschäden verursachen.
Nach dem Abwickeln der Wickler können die Spitzen noch einmal mit Restfixierung behandelt werden. Ein Waschvorgang mit mildem Shampoo nimmt den typischen Dauerwellgeruch. Eine anschließende Haarkur liefert dem Haar Pflegestoffe. Zum Schluss werden die Haare getrocknet.
Misserfolge bei Dauerwellen können auftreten, wenn die Einwirkzeit oder die Temperatur falsch gewählt wurden, die Wickler zu groß oder zu klein waren oder die Haare nicht gründlich genug ausgespült wurden.

### Haltbarkeit und Gegenwelle
Da Locken unter einer innerlichen Spannung stehen, gehen sie durch häufiges Haarwaschen, durch Kämmen und Bürsten langsam wieder in die ursprüngliche ungelockte Form, da dieser Zustand für das Haar stabiler ist.
Mit einer sogenannten Gegenwelle ist auch die umgekehrte Wirkung möglich: Man kann so lockiges oder welliges Haar vorübergehend glätten. Die chemischen Mittel bei dieser Prozedur bleiben gleich, allerdings wird das Haar nicht um Wickler gewickelt, sondern glattgezogen (siehe auch Conk).

### Fehler bei der Dauerwelle
Durch fehlerhafte Dauerwellbehandlungen können Haarschäden auftreten. Die folgende Tabelle fasst die möglichen Schäden und deren Ursachen zusammen:
| Schädigung                | Mögliche Ursache |
| ------------------------- | --- |
| Hautirritation            | - Wellmittel ist auf die Kopfhaut gelaufen |
| Haarbruch                 | - Verwendung von zu viel oder falschem Wellmittel - keine Verwendung von Haltestäbchen - zu straffe Spannung der Haltegummis - Wickler wurden nicht im 90-Grad-Winkel zur Kopfhaut gesetzt |
| fehlende Sprungkraft      | - zu lange Einwirkzeit - Verwendung von zu großen Wicklern - Verwendung von zu wenig oder falschem Wellmittel - unzureichende Durchführung der Fixierung                                   |
| zu starke Umformung       | - Verwendung eines zu starken Wellmittels - Verwendung von zu kleinen Wicklern |
| zu schwache Umformung     | - Verwendung von zu großen Wicklern - Wahl eines falschen Wellmittels |
| Strukturschäden der Haare | - Wahl eines falschen Wellmittels - zu lange Einwirkzeit des Wellmittels |

### Chemischer Hintergrund
Innerhalb der Peptidspiralen der Haare wirken Wasserstoffbrückenbindungen und liegen Salzbrücken vor. Die Wasserstoffbrückenbindungen und Salzbrücken sind u. a. für die Elastizität der Haare verantwortlich. Beim Waschen der Haare erfolgt eine Quellung des Haares, wodurch die Wasserstoffbrückenbindungen gelöst und Salzbrücken gelockert werden.
Nach dem Waschen wird das Haar mit Dauerwellwickler in eine lockige Form gebracht und das Reduktionsmittel wird aufgetragen. Dadurch wird die Schuppenschicht der Haare geöffnet und der Faserstamm gequollen. Insgesamt findet in diesem ersten Schritt eine Reduktion statt, bei der die Doppelschwefelbrücken der Cystinbindungen im Haarkeratin, die die Peptidspiralen untereinander verbinden 1, geöffnet werden. Dabei werden Wasserstoffatome des Reduktionsmittels von den Doppelschwefelbrücken aufgenommen und die Doppelschwefelbrücken der Peptidspiralen geöffnet, sodass Sulfhydrylgruppen vorliegen 2.
Durch die Öffnung der Disulfidbrücken wird die natürliche Proteinstruktur des Haares verändert („Denaturierung“) und verformbar gemacht. Das Haar schrumpft in der Länge geringfügig, quillt dafür im Durchmesser (bis zu 100 %) und nimmt die Form des Wicklers an 3. Mit einem Oxidationsmittel wird die neue Form des Haares fixiert. Eine Fixierung enthält Wasserstoffperoxid als Oxidationsmittel und eine Säure. Die Sauerstoffatome der Wasserstoffperoxidmoleküle nehmen die Wasserstoffatome, die an den Schwefelatomen gebunden sind, wieder auf. Es entstehen Wassermoleküle. Die Schwefelatome verbinden sich zu neuen Doppelschwefelbrücken 4 und können sich in der vom Wickler vorgegebenen Form festigen („Renaturierung“).
Die in der Fixierung enthaltene Säure neutralisiert das alkalische Reduktionsmittel und schließt die Schuppenschicht.

### Reduktionsmittel
Reduktionsmittel sind als Lösungen, als Gele oder als Aerosolschäume im Handel:
- Bei Schaumwellen liegt die Dauerwellflüssigkeit in Schaumform vor. Die Schäume zeichnen sich durch einen hohen Auftragekomfort aus.[8]
- Gele werden bei Ansatzwellen verwendet. Dabei soll das Gel nicht bis in die Spitzen verlaufen und nur eine Wellung des Ansatzes bewirken. In die Haarlängen wird vorher ein Mittel zum Ausgleich der Schuppenschicht aufgetragen. Im Anschluss kann ein leichtes Wellmittel aufgetragen werden.[9]
- Sehr häufig werden mildalkalische Dauerwellpräparate (auch neutrale und stärker alkalische Präparate sind bekannt) eingesetzt. Die wässrigen Lösungen besitzen einen pH-Wert von 7,5 bis 9 – als pH-Puffer dient Ammoniumhydrogencarbonat – und enthalten ca. sechs bis elf Prozent Thioglykolsäure.[5] In einer solchen Lösung liegt die Thioglykolsäure als Ammoniumsalz vor. Auch Sulfite, Cystein oder Cystein-Derivate – wie Cysteamin – werden zur Reduktion mitunter eingesetzt. Eine milde Dauerwelle kann auch als Biowelle oder Kräuterwelle angewendet werden. Dabei werden Duft- und Pflegestoffe so gewählt, dass die Alkalität niedrig ist und vor allem geschädigtes Haar nicht strapaziert wird.[10] Die untenstehende Galerie zeigt die Strukturformeln wichtiger Reduktionsmittel auf:[11]

Natriumsalz der Thioglykolsäure
Ammoniumsalz der Thioglykolsäure
Cysteamin
Cystein

Grundsätzlich sind Reduktionsmittel in unterschiedlichen Stärken anwendbar. Je nachdem, ob normales, gefärbtes oder stark strapaziertes Haar umgeformt werden soll, variiert der Einsatz.
Ein Dauerwellmittel enthält noch Emulgatoren und Kämmbarkeitsverbesserer (kationische Polymere).

### Oxidationsmittel
Oxidationsmittel enthalten oft Wasserstoffperoxid oder Luftsauerstoff. Das Fixiermittel wird als Schaum oder Flüssigkeit angeboten, wobei die Wasserstoffperoxid-Konzentration zwischen ein bis zwölf Prozent liegen kann. Ferner enthält es noch etwas Phosphorsäure, so dass der pH-Wert dabei zwischen 2 und 4 liegt. Weiterhin sind Emulgatoren und Kämmbarkeitsverbesserer im Fixiermittel enthalten.

## Wortspiel
Radio Helsinki – in Graz – sendete in seinen Ursprüngen als Piratensender in den 1990er-Jahren auch unter der Bezeichnung Radio Dauerwelle.